# Csódi-hegyi-barlang
A Csódi-hegyi-barlang a Visegrádi-hegységben elhelyezkedő egyik üreg. A Duna–Ipoly Nemzeti Parkban található Dunabogdány területén van.

## Leírás
Dunabogdánytól másfél kilométerre délre van a Csódi-hegy. A régebben művelt bányaudvarok a hegy déli oldalán vannak. A felhagyott bányarész délnyugati udvarában, melyben kis, fürdőzésre, horgászásra alkalmas tó is van, található a barlang fent a bányafal félmagasságában, 20–25 méter magasan. A délre néző falban alulról szabad mászással is megközelíthető a barlang.
A barlang bejárata nagyjából dél felé néz, 3,7 méter széles és átlagosan egy méter magas. A bejáratot enyhén emelkedő aljú fülke követi, ami a bejárattal szemközt közel 4 méter hosszú. A szélessége megközelíti a 8 métert, az átlagos magassága másfél méter. A fülke főtéje mentén mély (80 centiméter) és keskeny, vízszinteshez közeli beöblösödések vannak. A mennyezetet és a hátsó falat, valamint a lépcsőzetes aljzatot sárgásfehér, képlékeny ásványbevonat kérgezi. Valószínűleg a járható alsó részeken is megvolt ez, de a taposástól lepusztult. A mennyezet letörési pereméről és a bal oldali résekből intenzív csepegés, illetve vízszivárgás tapasztalható, bár ez az ásványképződéssel nem függ össze.
A barlangot minden valószínűséggel a bánya tárta fel, hisz a barlangon belül az ásványbevonattal nem borított kőzetfelület amorf és morzsalékos, míg kívül a nap verte falban kemény felszínű, sokszor még üde színű is. A barlang mennyezete gömbhéjas szerkezetet mutat, bár ennek leszakadt darabjai ott vannak az aljzaton (alighanem a robbantások miatt).
A barlang déli kitettsége, viszonylag nagy nyílású bejárata azt eredményezi, hogy sok fény jut az üregbe, még a legtávolabbi zugokban is legalább félhomály van. Emiatt, meg a nedvesség következtében gazdag flóra alakult ki a barlangban. A bejárati nyílásban fekete bodza és vadrózsa bokrok élnek, belsejében fodorka, zuzmók, zöldalgák alkotnak telepeket.
A barlang formajegyeit figyelembe véve, úgy látszik, hogy szingenetikus keletkezésű barlangról van szó. De pontos geneziséről csak elképzelések vannak.
Előfordul az üreg az irodalmában Csódi-hegyi-üreg (Eszterhás 1993) néven is.

## Kutatástörténet
Az üregről először Ézsiás György számolt be, aki megemlítette, hogy Budai Kornél társaságában 1991-ben akadt az üregre, aztán leírta helyét, becsült méreteit és a kialakulásával kapcsolatos problémákat.
Az Eszterhás István által írt Magyarország nemkarsztos barlangjainak lajstroma című, 1993-ban készült kéziratban az olvasható, hogy a Csódi-hegyi-üreg a Visegrádi-hegységben, a 4900-as barlangkataszteri területen, Dunabogdányon helyezkedik el. Az andezitben keletkezett barlang 4×2 m alapterületű és 1 m magas. Az összeállításban fel van sorolva az a Magyarországon, nem karsztkőzetben kialakult, létrehozott 520 objektum (478 barlang és 42 mesterséges üreg), amelyek 1993 végéig ismertté váltak. Magyarországon 178 barlang, illetve mesterségesen létrehozott, barlangnak nevezett üreg alakult ki, lett kialakítva andezitben. A Visegrádi-hegységben 33 barlang jött létre nem karsztkőzetben. 1996-ban Eszterhás István írta le részletesen és térképezte fel az üreget.
A 2001. november 12-én készült Magyarország nemkarsztos barlangjainak irodalomjegyzéke című kézirat barlangnévmutatójában szerepel a Csódi-hegyi-barlang. A barlangnévmutatóban fel van sorolva 5 irodalmi mű, amelyek foglalkoznak az üreggel. A 364. tétel nem említi, a 363. tétel említi. A 2014. évi Karsztfejlődésben megjelent tanulmányban az olvasható, hogy a Dunabogdány szomszédságában található andezitbánya egyik bányaudvarának falában van a Csódi-hegyi-barlang. A bányaudvar alsó részén kifejtett kő helye harapózott fel a falban, létrehozva a 4,4×7,9 m alapterületű, 2 m magas konzekvenciabarlangot. Csepegő víz, oldat fordul elő a barlangban. A Visegrádi-hegység 101 barlangjának egyike a Dunabogdányon található barlang.